# Titanoeca hispanica
Espèce
Titanoeca hispanica est une espèce d'araignées aranéomorphes de la famille des Titanoecidae.

## Distribution
Cette espèce se rencontre en Espagne et en France.

## Étymologie
Son nom d'espèce lui a été donné en référence au lieu de sa découverte, l'Hispanie.

## Publication originale
- Wunderlich, 1995 : Revision der Titanoeca tristis-Gruppe, mit zwei Neubeschreibungen aus der westlichen Paläarktis (Arachnida: Araneae: Titanoecidae). Beiträge zur Araneologie, vol. 4, p. 731-738.